# Matija Šink
Matija Šink, slovenski duhovnik, * 23. oktober 1915, Breznica nad Zmincem, † neznano 1945, kraj smrti neznan.

## Življenje
Po ljudski šoli je obiskoval kranjsko gimnazijo do mature leta 1936, po kateri se je vpisal v študij veterine v Zagrebu. Po enem letu je vstopil v ljubljansko bogoslovje. 4. julija 1943 ga je Gregorij Rožman posvetil v duhovnika. Po novi maši je bil imenovan za kaplana na Fari pri Kostelu, vendar zaradi vojnih razmer svoje službe ni mogel dobro opravljati. Oktobra 1944 je nastopil službo kaplana v Grosupljem, nekoliko zatem pa za vojnega kurata pri domobrancih. Maja 1945 se je z domobranci umaknil na Koroško, iz Vetrinja je bil nato vrnjen do Škofovih zavodov, ki so postali koncentracijsko taborišče. Od tam so se za njim izgubile sledi.